# Jost Krippendorf
Jost Krippendorf (1938-2003) fue un catedrático suizo.

## Biografía
Catedrático suizo nacido en Berna el 2 de diciembre de 1938. Integró la Asociación Internacional de Expertos Científicos en Turismo, con sede de Saint Gallen, Suiza. Krippendorf ha elaborado una serie de trabajos orientados a responder acerca de la naturaleza del turismo. Sus estudios se centran en trascender la naturaleza económica del turismo, argumentando que el turismo debe ser considerado una institución social total que permite a la sociedad mantenerse unida. El consumo turístico permite revitalizar las frustraciones psicológicas acaecidas durante la etapa de producción y/o laboral del sujeto. Sus trabajos han sido traducidos a muchos idiomas y es citado como un referente mundial en el campo del turismo y la hospitalidad. Su tesis central es que el turismo toma diferentes dinámicas dependiendo de los valores culturales de cada sociedad.

## Libros y artículos
- Krippendorf, J. (1982). Towards new tourism policies: The importance of environmental and sociocultural factors. Tourism management, 3(3), 135-148.
- Krippendorf, J. (1984). The capital of tourism in danger. Reciprocal effects between landscape and tourism. The capital of tourism in danger. Reciprocal effects between landscape and tourism., 427-450.
- Krippendorf, J. (1986). The new tourist—turning point for leisure and travel. Tourism Management, 7(2), 131-135.
- Krippendorf, J. (1987). Ecological approach to tourism marketing. Tourism Management, 8(2), 174-176.
- Krippendorf, J. (2010). Holiday makers. Taylor & Francis.